# Engel Reinhoudt
Engel Reinhoudt (Wolphaartsdijk, 26 januari 1946 - 's-Heerenhoek, 11 juli 2020) was een zanger uit Zuid-Beveland (Zeeland) die zong in Zeeuws dialect. Zijn bijnaam was 'de Zeêuwse Bard'. 
Reinhoudt werd geboren in Wolphaartsdijk en opgeleid als onderwijzer. Geïnspireerd door de muziek van Willem Vermandere begon hij begin jaren 70 in het Zeeuws te zingen. Hij werd vaak begeleid door Ambras en was het meest bekend om zijn nummer “Een bolus bie de koffie”. In 2019 kreeg Reinhoudt de Goessche Diep Fondsprijs.